# Bagrat Ier de Moukhran
Bagrat Ier de Moukhran (en géorgien : ბაგრატ I მუხრანბატონი, Bagrat I Moukhranbatoni ; né avant 1488 et mort vers 1540) est le 1er prince de Moukhran, une principauté géorgienne dirigée par une branche de la famille royale géorgienne, entre la Kakhétie et le Karthli (Géorgie centrale), qui règne de 1512 à 1539. Fils cadet du dernier roi de la Géorgie unifiée, il reçoit en 1513 comme apanage le territoire du Moukhran, une zone tampon vassale du Karthli qui empêche la Géorgie orientale d'envahir les domaines de Tiflis. Il fait partie de l'ancienne dynastie des Bagrations et est le fondateur de la maison de Moukhran.

## Biographie
Bagrat Bagration est né avant 1488. Il est le troisième fils du dernier roi de Géorgie Constantin II et de son épouse, la reine Tamar. Tout comme ses frères aînés, il reçoit le titre de co-roi de Géorgie en 1488 et est encore jeune lorsque le Conseil national (Darbazi) officialise la division du royaume de Géorgie en quatre entités : le Karthli, la Kakhétie, l'Iméréthie et le Samtskhe-Saatabago, en 1490.
Lorsque son père meurt en 1505, les deux royaumes de Géorgie orientale (Karthli et Kakhétie) se trouvent dans une paix relative. Toutefois, quand David X arrive sur le trône de Karthli, une guerre commence entre les deux pays. Le roi David désire revoir un royaume géorgien unifié et dans ce but, commence ses préparatifs pour le conflit dès 1512. Sachant que l'aide de la noblesse pourrait lui être utile, il décide de créer une principauté vassale, basée à Moukhran, dans le nord du pays et à la frontière avec la Géorgie orientale. Il place son jeune frère Bagrat sur le trône de la nouvelle seigneurie et, en 1513, la guerre commence.
Le roi de Kakhétie Georges Ier envahit ainsi le nord du Karthli, mais il trouve une résistance à Moukhran. Une armée conjointe de Bagrat Ier et du roi David X le rencontre et une bataille se déroule dans l'enceinte de la ville. La bataille tourne rapidement à l'avantage de l'armée de Tiflis et le monarque de Kakhétie est capturé par le prince de Moukhran. Celui-ci l'emprisonne dans la forteresse de la ville avant de le faire tuer plus tard dans l'année. Pendant les mois suivants, Bagrat Ier organise de nombreux raids sur la Kakhétie pour soumettre le royaume. Les deux entités se retrouvent une nouvelle fois unifiées, tandis que Bagrat Ier reçoit en plus la distinction de haut-connétable du Haut-Karthli.
Peu de choses sont connues du reste du règne de Bagrat. Fervent chrétien, il abdique en 1539 pour laisser son trône à son fils aîné, Vakhtang, avant de prendre les habits de moine sous le nom de Barnabé, fonction qu'il occupe jusqu'à sa mort, qui survient quelque temps plus tard. Le prince de Moukhran est également connu pour avoir rédigé un livre polémique contre les musulmans, nommé Sur la religion des infidèles ismaélites (მოთხრობაჲ სჯულთა უღმერთოთა ისმაილიტთაჲ).

## Mariage et descendance
D'après Cyrille Toumanoff, Bagrat Ier a pour épouse une princesse du nom d'Hélène. Ensemble, le couple donne naissance à sept fils et deux filles :
- Vakhtang Bagration de Moukhran (mort en 1580), 2e prince de Moukhran ;
- Artchil Bagration de Moukhran (mort en 1581), otage en Perse de 1573 à 1576, père d'un fils et d'une fille ;
- Achotan Bagration de Moukhran (mort en 1561), père d'une fille ;
- Irakli Bagration de Moukhran, épouse Hélène de Kakhétie ;
- Jonathan Bagration de Moukhran (mort après 1572) ;
- Ioram Bagration de Moukhran (mort après 1572) ;
- Alexandre Bagration de Moukhran (mort après 1604) ;
- Théodora Bagration de Moukhran (morte après 1572) ;
- Goul-Dapar Bagration de Moukhran (morte après 1572).

## Autres

### Source
- M. Brosset Jeune, Chronique géorgienne, Paris, 1829.
- (en) Nodar Assatiani et Otar Djanelidze, History of Georgia, Tbilissi, 2009.
- (ka) Nodar Assatiani et Guia Djambouria, Histoire de la Géorgie tome II : Du XIIIe au XVIIIe siècle, Tbilissi, 2008.